# Заверталюк Яків Гаврилович
Яків Гаврилович Заверталюк (27 вересня 1919, Глибочок — 14 грудня 1969, Дніпропетровськ) — Герой Радянського Союзу, в роки німецько-радянської війни командир відділення 5-ї роти 218-го гвардійського стрілецького полку (77-я гвардійська стрілецька дивізія, 61-а армія, Центральний фронт), гвардії старший сержант.

## Біографія
Народився 27 вересня 1919 року в селі Глибочок Київської губернії в сім'ї селянина. Член ВКП(б)/КПРС з 1944 року. Після смерті батьків залишив рідне село. Виховувався на хуторі Живі Ключі Ростовської області. Закінчив початкову школу.
У Червоній Армії з 1938 року. Учасник німецько-радянської війни з 1941 року. Воював на Західному та Центральному фронтах. Учасник оборони Москви, боїв на Курській дузі і форсування Дніпра. Був поранений.
21 вересня 1943 року старший сержант 3аверталюк зі своїм відділенням при відвоюванні Чернігова захопив залізничний вокзал і тим самим врятував його від вибуху.
У ніч на 27 вересня 1943 року з бійцями переправився через Дніпро в районі села Неданчичі (Ріпкинський район Чернігівської області), захопив рубіж на правому березі і відбив чотири контратаки противника. Зайнятий рубіж був утриманий до підходу стрілецьких підрозділів полку. Був важко поранений.
Указом Президії Верховної Ради СРСР від 15 січня 1944 року за мужність, відвагу і героїзм, проявлені в боротьбі з німецько-фашистськими загарбниками, старшому сержанту Заверталюку Якову Гавриловичу присвоєно звання Героя Радянського Союзу з врученням ордена Леніна і медалі «Золота Зірка» (№ 6640).
Після лікування в госпіталі демобілізований. Працював головою Андріївського сільради Покровського району Дніпропетровської області. У 1957 році закінчив Дніпропетровський університет, працював директором школи у Синельниківському районі Дніпропетровської області і в Дніпропетровську. Жив у Дніпропетровську. Помер 14 грудня 1969 року. Похований у Дніпропетровську на Алеї Героїв Запорізького кладовища.

## Нагороди
Нагороджений орденами Леніна, Червоної Зірки, [Медаль|медалями]].